# 西村泰洋
西村 泰洋（にしむら やすひろ）は、東京都出身の日本のITコンサルタント

## 地域活動
2009年より、居住地域の久原小学校が推進するサマースクールプログラム「夏休みドキドキ学校」の運営に保護者として参画。このプログラムは、学校、PTA、自治会が協力して子供たちに「体験学習」の機会を与えることを目的に2003年に開始され現在まで続いている。

## 経歴
- 2015年6月～ ：富士通 フィールド・イノベーション本部

EPMやPMとして、DX、クラウド、Web、AI、IoTなどのプロジェクトに参画。 対象業種は、製造、流通、金融、運輸、通信、エネルギー、ヘルスケア、自治体など。

## 著書
- RFID+ICタグ システム導入・構築 標準講座 (翔泳社・2006年11月)
- 成功する企業提携 (NTT出版・2007年12月)
- 図解入門 最新 RPAがよ～くわかる本 (秀和システム・2018年3月)
- 絵で見てわかるRPAの仕組み (翔泳社・2018年8月)
- デジタル化の教科書 (秀和システム・2019年3月)
- 図解まるわかり サーバーのしくみ (翔泳社・2019年4月)
- IoTシステムのプロジェクトがわかる本 (翔泳社・2020年1月)
- 図解入門よくわかる 最新IoTシステムの導入と運用 (秀和システム・2020年7月)
- 図解まるわかり クラウドのしくみ (翔泳社・2020年9)
- 図解まるわかり Web技術のしくみ (翔泳社・2021年4月)
- 図解まるわかり DXのしくみ (翔泳社・2021年10月)
- 図解まるわかり AWSのしくみ (翔泳社・2022年5月)

## Web関連
- ITmediaでの各種IT技術解説
- ITzoo.jp での技術情報解説